# Zelda (film)
Pour les articles homonymes, voir Zelda.
Pour plus de détails, voir Fiche technique et Distribution.
Zelda est un film dramatique érotique italien réalisé par Alberto Cavallone et sorti en 1974.

## Fiche technique
- Titre original italien : Zelda[1]
- Titre français : Zelda ou Zelda, de la perversité à l'extase[2]
- Réalisation : Alberto Cavallone
- Scénario : Alberto Cavallone
- Photographie : Maurizio Centini
- Montage : Alberto Cavallone, Claudio Orecchia
- Musique : Marcello Giombini
- Décors : Luciana Schiratti
- Production : Giuseppe Tortorella, Aldo Colombo
- Société de production : R.A.B. Film
- Pays de production :  Italie
- Langue originale : italien
- Format : couleur par Technicolor - 2,35:1 - Son mono - 35 mm
- Genre : Drame érotique
- Durée : 77 minutes
- Dates de sortie : 
  - Italie : 9 novembre 1974
  - France : 1er septembre 1976[2]

## Distribution
- Maria Pia Luzi (sous le nom de « Jane Avril ») : Zelda
- Margareth Rose Keil : Ursula
- Franca Gonella : Ingrid
- James Harris : Henry Davis
- Debebe Eshetu : Christian
- Halina Kim : Clarissa
- Giovanna Mainardi : gouvernante
- Mario De Angelis :
- Mario Garriba :
- Luigi Antonio Guerra :

## Exploitation
Lors de la sortie française, des séquences pornographiques françaises additionnelles ont été insérées dans le film italien.